# Fudbalski Klub Baškimi Kumanovo
FK Baškimi (in lingua macedone фудбалски клуб Башкими Куманово, nome completo Fudbalski Klub Baškimi Kumanovo) era una società calcistica macedone con sede nella città di Kumanovo.
Fondata nel 1947, la squadra ha partecipato ai preliminari della Coppa UEFA 2005-2006 in virtù della vittoria in Coppa di Macedonia, eliminando i bosniaci del Žepče al primo turno e venendo estromessi il turno successivo dagli israeliani del Maccabi Petah Tiqwa.

## Palmarès

### Competizioni nazionali
- Coppa di Macedonia: 1

2004-2005

## Statistiche e record

### Statistiche nelle competizioni UEFA
Tabella aggiornata alla fine della stagione 2018-2019.
| Competizione                  | Partecipazioni | G | V | N | P | RF | RS |
| ----------------------------- | -------------- | - | - | - | - | -- | -- |
| Coppa UEFA/UEFA Europa League | 1              | 4 | 1 | 1 | 2 | 4  | 12 |

### Risultati nelle competizioni UEFA per club
| Stagione | Torneo     | Turno          | Nazione                         | Club                | Andata | Ritorno | Totale |
| -------- | ---------- | -------------- | ------------------------------- | ------------------- | ------ | ------- | ------ |
| 2005-06  | Coppa UEFA | 1° preliminare | Bosnia ed Erzegovina (bandiera) | NK Žepče            | 3-0    | 1-1     | 4-1    |
|          |            | 2° preliminare | Israele (bandiera)              | Maccabi Petah Tiqwa | 0-5    | 0-6     | 0-11   |